# نوواوبینتسوو
نوواوبینتسوو (به لاتین: Novoobintsevo) یک منطقهٔ مسکونی در روسیه است که در سرزمین آلتای واقع شده‌است.